# Robert Lee Fulton Sikes

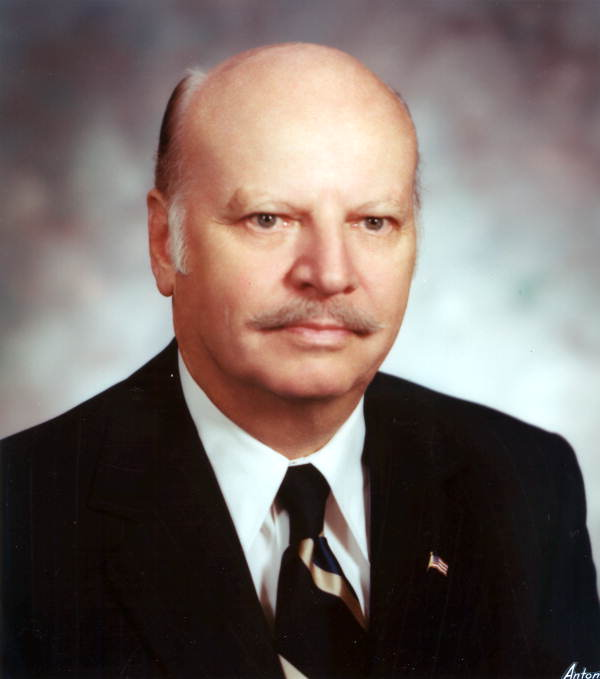
Robert Lee Fulton Sikes

Robert Lee Fulton Sikes (* 3. Juni 1906 bei Sylvester, Worth County, Georgia; † 28. September 1994 in Crestview, Florida) war ein US-amerikanischer Politiker. Er vertrat den Bundesstaat Florida im US-Repräsentantenhaus.

## Werdegang
Robert Sikes graduierte 1927 an der University of Georgia in Athens und erwarb dort einen Bachelor of Science. Seinen Master of Science bekam er 1929 an der University of Florida in Gainesville. Nach seinem Studium arbeitete Sikes zwischen 1933 und 1946 in einem Verlag in Crestview. Danach saß er zwischen 1936 und 1940 im Repräsentantenhaus von Florida.
Sikes wurde als Demokrat in den 77. und den 78. Kongress gewählt. Er übte seine Tätigkeit dort vom 31. Januar 1941 bis zu seinem Rücktritt am 9. Oktober 1944 aus und trat dann in die United States Army ein. Nach dem Krieg setzte Sikes seine politische Laufbahn fort. Er wurde in den 79. und die 16 nachfolgenden Kongresse gewählt. Seine Amtszeit erstreckte sich vom 3. Januar 1945 bis zum 3. Januar 1979, jedoch entschloss er sich 1978 nicht mehr für den 96. Kongress zu kandidieren. In seiner Amtszeit war Sikes an der Verfassung des Southern Manifesto beteiligt, das sich gegen die Rassenintegration an den öffentlichen Einrichtungen aussprach. Ferner war er 1959 Delegierter zur Interparlamentarischen Konferenz in Warschau.